# Putimská brána
Putimská brána byla jedna ze tří bran, které chránily královské město Písek a která umožňovala průchod pásem městského opevnění. Nacházela se v jihozápadní části a své pojmenování obdržela podle vsi Putim, ke které z ní směřovala cesta tzv. Zlatá stezka.

## Historie

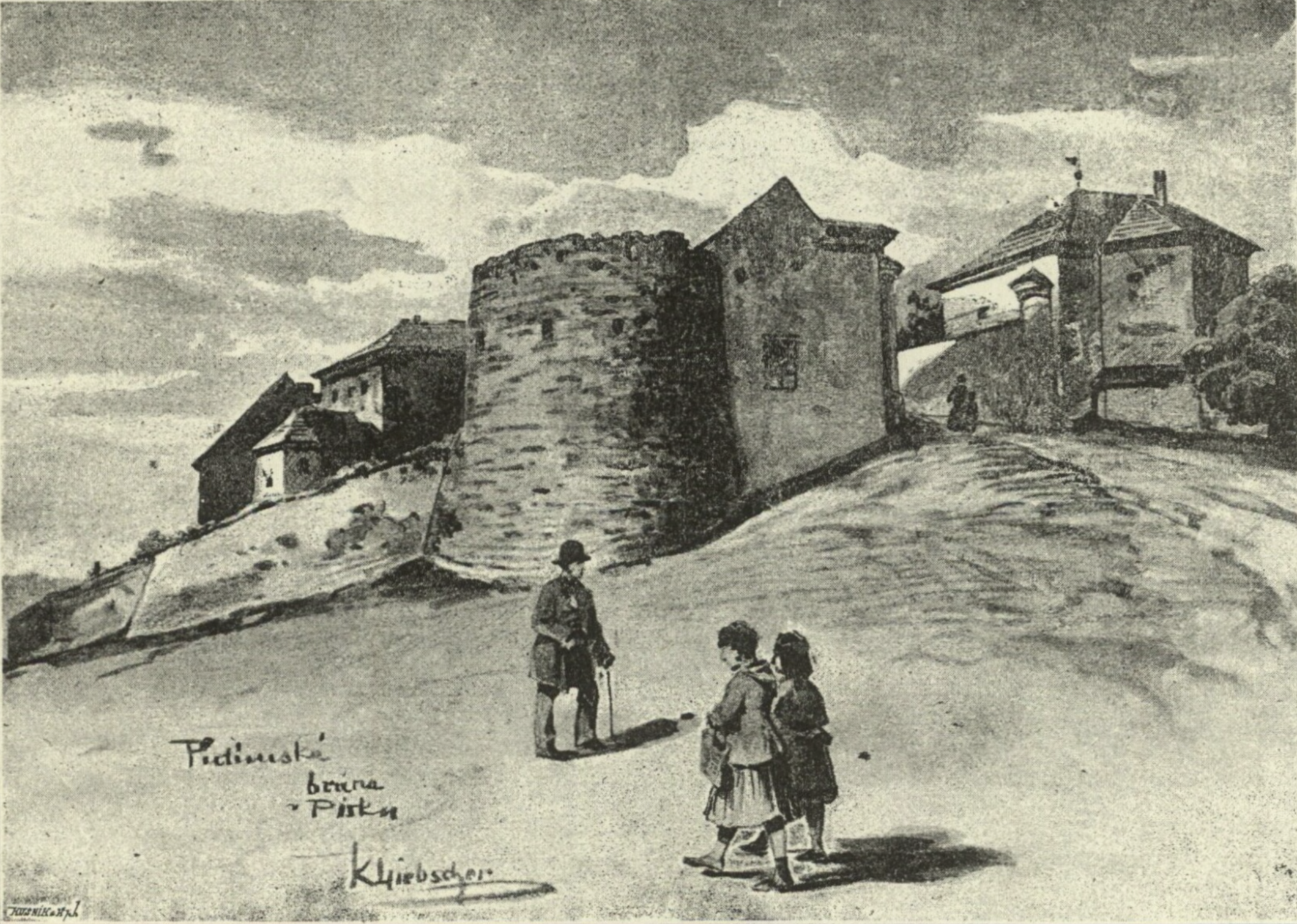
Pozůstatky Putimské brány na kresbě Karla Liebschera (1890)

Věž stávala dříve mezi domy čp. 131 a 132 než byla na dvě etapy jako první z píseckých bran zbořena. Horní část byla rozebrána mezi lety 1812–1814 a zbytek se začal likvidovat v roce 1834 a v roce 1836 byla demolice dokončena ve snaze umožnit lepší dopravní dostupnost městského centra pro velké vozy.
Během bourání byly v oblasti nalezeny dělové koule, které byly později zazděny do přilehlé budovy U Koulí. Z brány se dochoval jenom opěrný blok vedle vchodu do parkánu v domě čp. 131. Pod oblastí Putimské brány se nacházejí nově zrekonstruované gotické parkány, které jsou volně přístupné veřejnosti.
Nedaleko Putimské brány v ulici Drlíčov se nachází dům U stříbrných denárů. Na jeho zdech jsou znaky měst: Blatná, Strakonice, Písek, Vodňany, Sušice.

## Odraz vkultuře
Putimská brána se stala námětem slavné studentské písně Když jsem já šel tou Putimskou branou.